# Иртышский бассейновый округ

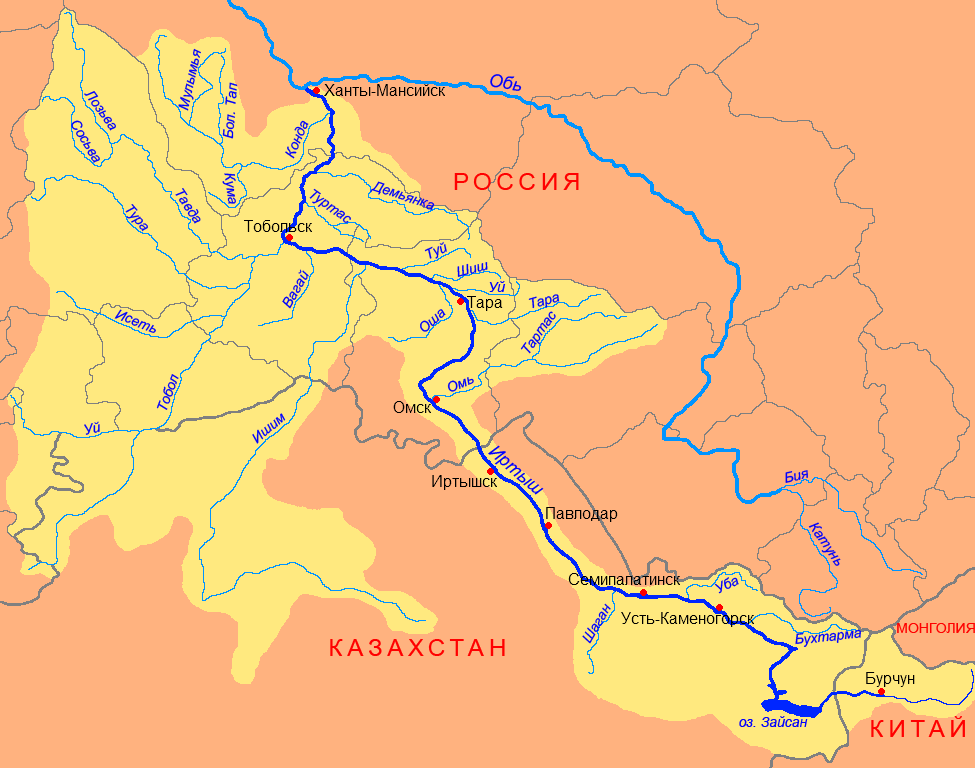
Бассейн реки Иртыш

Иртышский бассейновый округ — один из 20 бассейновых округов России (согласно ст.28 Водного Кодекса).
Появился в 2006 году с целью выделения особой области использования и охраны водных объектов бассейна Иртыша и связанных с ним подземных водных объектов.
Подразделы Иртышского бассейнового округа выделяются цифровым кодом 14.
Подразделяется на:
- 14.01 — Иртыш
  - 14.01.01 — Иртыш до впадения Ишима (российская часть бассейна)[1]
    - 14.01.01.001 — Иртыш от границы с Респ. Казахстан до впадения р. Омь
    - 14.01.01.002 — Оша
    - 14.01.01.003 — Иртыш от впадения р. Омь до впадения р. Ишим без р. Оша

- - 14.01.02 — Омь[2]

- -     - 14.01.02.001 — Омь

- - 14.01.03 — Ишим (российская часть бассейна)[3]

- -     - 14.01.03.001 — Бассейн оз. Большой Уват до г/у Большой Уват в истоке р. Вертенис
    - 14.01.03.002 — Ишим от границы РФ с Респ. Казахстан до устья без оз. Большой Уват до г/у Большой Уват

- - 14.01.04 — Иртыш на участке от Ишима до Тобола[4]

- -     - 14.01.04.001 — Иртыш от впадения р. Ишим до впадения р. Тобол

- - 14.01.05 — Тобол (российская часть бассейна)[5]

- -     - 14.01.05.001 — Увелька
    - 14.01.05.002 — Тобол от истока до впадения р. Уй без р. Увелька
    - 14.01.05.003 — Тобол от впадения р. Уй до г. Курган
    - 14.01.05.004 — Тобол от г. Курган до впадения р. Исеть
    - 14.01.05.005 — Исеть от истока до г. Екатеринбург
    - 14.01.05.006 — Исеть от г. Екатеринбург до впадения р. Теча
    - 14.01.05.007 — Теча
    - 14.01.05.008 — Миасс от истока до Аргазинского г/у
    - 14.01.05.009 — Миасс от Аргазинского г/у до г. Челябинск
    - 14.01.05.010 — Миасс от г. Челябинск до устья
    - 14.01.05.011 — Исеть от впадения р. Теча до устья без р. Миасс
    - 14.01.05.012 — Тура от истока до впадения р. Тагил
    - 14.01.05.013 — Черная от истока до Черноисточинского г/у
    - 14.01.05.014 — Тагил от истока до г. Нижний Тагил без р. Чёрная
    - 14.01.05.015 — Тагил от г. Нижний Тагил до устья
    - 14.01.05.016 — Нейва от истока до Невьянского г/у
    - 14.01.05.017 — Аять от истока до Аятского г/у
    - 14.01.05.018 — Реж (без р. Аять от истока до Аятского г/у) и Нейва (от Невьянского г/у) до их слияния
    - 14.01.05.019 — Ница от слияния рек Реж и Нейва до устья
    - 14.01.05.020 — Пышма от истока до Белоярского г/у
    - 14.01.05.021 — Рефт от истока до Рефтинского г/у
    - 14.01.05.022 — Пышма от Белоярского г/у до устья без р. Рефт от истока до Рефтинского г/у
    - 14.01.05.023 — Тура от впадения р. Тагил до устья без рр. Тагил, Ница и Пышма
    - 14.01.05.024 — Сосьва от истока до в/п д. Морозково
    - 14.01.05.025 — Тавда от истока до устья без р. Сосьва от истока до в/п д. Морозково
    - 14.01.05.026 — Тобол от впадения р. Исеть до устья без рр. Тура, Тавда

- - 14.01.06 — Конда[6]

- -     - 14.01.06.001 — Конда

- - 14.01.07 — Иртыш на участке от Тобола до Оби[7]

- -     - 14.01.07.001 — Иртыш от впадения р. Тобол до г. Ханты-Мансийск (выше) без р. Конда